# Усть-Салда
Усть-Салда́ (рос. Усть-Салда) — село у складі Верхотурського міського округу Свердловської області.
Населення — 225 осіб (2010, 286 у 2002).
Національний склад населення станом на 2002 рік: росіяни — 96 %.